# Ортега Мартин, Альберто
Альберто Ортега Мартин (исп. Alberto Ortega Martín; род. 14 ноября 1962, Мадрид, Испания) — испанский прелат и ватиканский дипломат. Титулярный архиепископ Медилы с 1 августа 2015. Апостольский нунций в Иордании и Ираке с 1 августа 2015 по 7 октября 2019. Апостольский нунций в Чили с 7 октября 2019 по 14 мая 2024. Апостольский нунций в Венесуэле с 14 мая 2024.